# Killer Karl Krupp
George Momberg, noto con il ring name Killer Karl Krupp (Hamilton, 13 maggio 1934 – Moncton, 24 agosto 1995), è stato un wrestler olandese naturalizzato canadese.

## Titoli e riconoscimenti
- All Japan Pro Wrestling

- NWA International Tag Team Championship (Japan version) (2) – con Johnny Valentine (1) e Fritz Von Erich (1)

- Atlantic Grand Prix Wrestling

- AGPW European Championship (1)
- AGPW International Championship (2)
- AGPW North American Tag Team Championship (1) – con Hans Herman

- Championship Wrestling from Florida

- NWA Southern Heavyweight Championship (Florida version) (2)

- Continental Wrestling Association

- AWA Southern Tag Team Championship (1) – con El Mongol

- Eastern Sports Association

- IW North American Heavyweight Championship (3)

- Memphis Wrestling Hall of Fame
  - Classe del 2022
- NWA Big Time Wrestling

- NWA Brass Knuckles Championship (Texas version) (4)

- NWA Western States Sports

- NWA Brass Knuckles Championship (Amarillo version) (1)

- Pacific Northwest Wrestling

- NWA Pacific Northwest Tag Team Championship – con Kurt von Steiger (1)

- World Championship Wrestling (Australia)

- NWA Austra-Asian Tag Team Championship (1) – con Butcher Brannigan

- World Wrestling Council

- WWC North American Heavyweight Championship (1)